# Analyse politique
Pour les articles homonymes, voir Analyse.
L'analyse politique est l'un des domaines de recherche de la science politique.

## Présentation
L'analyse politique se situe dans un champ pluridisciplinaire, variable en fonction de son objet d'étude. Dans une approche institutionnaliste, elle examine principalement le pouvoir et le fonctionnement des institutions ; l'analyse politique fait alors appel à d'autres sciences, notamment l'histoire, l'économie, la statistique et la sociologie. Dans une approche comportementale, elle s'attache au décryptage du discours et du comportement des acteurs politiques ; dans ce cas, elle s'appuie entre autres sur la sémiologie et la sémiotique. Sa méthodologie peut être inductive ou déductive.

### Études classiques
- Harold Lasswell, A. Kaplan, Power and Society, New Heaven, Yale University Press, 1950
- Harold Lasswell, « L'analyse du contenu et le langage de la politique », Revue française de science politique no 3 (1952), p. 505-520

### Essais contemporains
- Eugene Bardach, A Practical Guide for Policy Analysis: The Eightfold Path to More Effective Problem Solving, CQ Press College (SAGE Publications), 2011
- Frank Fischer, Gerald J. Miller, Mara S. Sidney, Handbook of Public Policy Analysis: Theory, Methods, and Politics, New York, Marcel Dekker, 2006
- John W. Kingdon (en), Agendas, Alternatives, and Public Policies, Little, Brown and Company, Boston, 1984
- Paul A. Sabatier (ed.), Theories of The Policy Process, Westview Press[1], 1999
- Paul Spicker, Policy Analysis for Practice: Applying Social Policy, University of Bristol, 2006
- David Weimer, Policy Analysis Concepts and Practice, Prentice Hall, 2004
- C. H. Weiss, Evaluation : Methods for studying programs and policies, Prentice Hall, 1998
- Aaron Wildavsky (en), Speaking Truth to Power: The Art and Craft of Policy Analysis, Little, Brown and Company, Boston, 1992